# Туркин, Валентин Константинович
Валентин Константинович Туркин (1887—1958) — советский сценарист, киновед, теоретик кино, один из основателей ВГИКа, создатель и руководитель кафедры кинодраматургии (1928–1958). Племянник кинорежиссера и театрального критика Н. В. Туркина. 

## Биография
Родился 3 (15) февраля 1887 в старинной казачьей семье, в Новочеркасске. Рано потерял отца. Мать растила сына и дочь, зарабатывая уроками музыки. В 1903 году в 16 лет был арестован по доносу об антиправительственной агитации в деревне. Хлопотами матери вышел на свободу. Учился в 3-й московской гимназии. Жил самостоятельно, зарабатывал уроками. В 1905 году окончил гимназию с золотой медалью. Поступил на юридический факультет Санкт-Петербургского университета. В Петербурге жил у дяди, Николая Васильевича Туркина, который печатал первые стихи племянника в своём журнале «Природа и охота».
В 1910 году после смерти матери перевёлся в Московский университет и окончил его в 1912 году в звании помощника присяжного поверенного. Не сумев устроиться по специальности, подрабатывал литературным трудом, пытался писать киносценарии. Вскоре познакомился с кинопредпринимателем Александром Ханжонковым, который предложил молодому автору сотрудничество в журнале «Вестник кинематографии». В 1915 году Ханжонков назначил полюбившегося ему сотрудника ответственным секретарём нового издания — литературно-художественного и кинематографического ежемесячника «Пегас», выходившего до 1918 года.
Преподавал общую теорию киноискусства и теорию драмы в школе-студии киноактёров Бориса Чайковского. В 1919 году был призван в Красную армию. Вначале служил в караульном батальоне Главного штаба в Москве и продолжил преподавать в студии, писать для «Вестника кинематографии». Затем был переведен в канцелярию мобилизационного управления штаба и прекратил заниматься кино до демобилизации в 1921 году.
Вернувшись из армии, стал председателем редколлегии журнала «Кино». С марта 1921 по январь 1923 года был заведующим Государственной киношколы, ректором Государственных киномастерских, Государственного техникума кинематографии. Преподавал мастерство кинодраматурга, читал лекции по теории драматургии.
Одновременно с преподавательской и научной деятельностью работал как кинодраматург. Фильмы по его сценариям «Закройщик из Торжка» (1925), «Девушка с коробкой» (с В. Г. Шергаеневичем, 1927), «Коллежский регистратор» (1925), «Привидение, которое не возвращается» (1930) приобрели огромную популярность и стали классикой отечественного кинематографа.
В 1928 году создал и возглавил кафедру сценароведения Государственного кинотехникума (ГТК), а позднее кафедру кинодраматургии ВГИКа, на которой работал до 1958 года.
Начав как журналист и кинокритик, сделал кинодраматургию своей профессией, поставил перед сценарным искусством литературные задачи — в то время, когда к сценариям относились как к вторичному продукту — заимствовали известные литературные сюжеты или писали в ходе съёмок «на манжетах». Объединил вокруг себя профессиональных сценаристов — Натана Зархи, Олега и Бориса Леонидовых, Александра Ржешевского, Нину Агаджанову-Шутко. Учившийся у него киновед Ростислав Юренев вспоминал:

Мы ходили к нему в крошечную комнатку на Страстном бульваре, донельзя забитую книгами. Вмещалось в нее не более двух-трех студентов, а если бывала дома жена, то один. Придя и найдя место за маленьким столом занятым, мы без обиды уходили, чтобы прийти погодя. Мы приносили ему и свои внеучебные сочинения. Ведь надо было жить, продолжать работу. И он редактировал наши стихи, рассказы, статейки. Называли мы его за глаза «старик», так же, как студенты-режиссёры называли Эйзенштейна, а операторы — Анатолия Дмитриевича Головню. И при всей разнице характеров, темпераментов, привычек эти великие вгиковские «Старики» могли бы называться и «Мастерами» и «Отцами».
В 1938 году опубликовал учебное пособие для сценаристов «Драматургия кино». Ростислав Юренев писал:

Попытки составления руководства начинающим сценаристам делались и раньше, до революции. Но это были примитивные ремесленные прейскуранты штампованных приёмов. Туркин впервые придал преподаванию кинодраматургии научный, эстетический характер. Его сценарии служили образцом, его лекции, брошюры, статьи формировали теоретическую базу. Все это даёт основание считать Туркина родоначальником советской кинодраматургии.
Среди его учеников сценаристы Юрий Нагибин, Лазарь Карелин, Валерий Фрид, Юлий Дунский, Валентин Ежов, Василий Соловьев, Будимир Метальников, Сулико Жгенти, киноведы Сергей Дробашенко, Владимир Шалуновский и многие другие.

## Сценарист
- 1915 — Венецианский чулок, к/м
- 1915 — Грезы
- 1917 — Сердце ищет его в одинокой тоске
- 1923 — Не пойман — не вор (Кандидат в президенты)
- 1925 — Закройщик из Торжка
- 1925 — Коллежский регистратор (по повести А. С. Пушкина «Станционный смотритель», с Ф. А. Оцепом)
- 1926 — Эх, яблочко («…Куды катишься», «Яблочко»)
- 1927 — Девушка с коробкой (с В. Г. Шершеневичем)
- 1929 — Комета (Пучина)
- 1930 — Привидение, которое не возвращается (по новелле А. Барбюса «Свидание, которое не состоялось»)

## Награды
- орден Трудового Красного Знамени (14.04.1944)